# Tomorrowland-caroussels

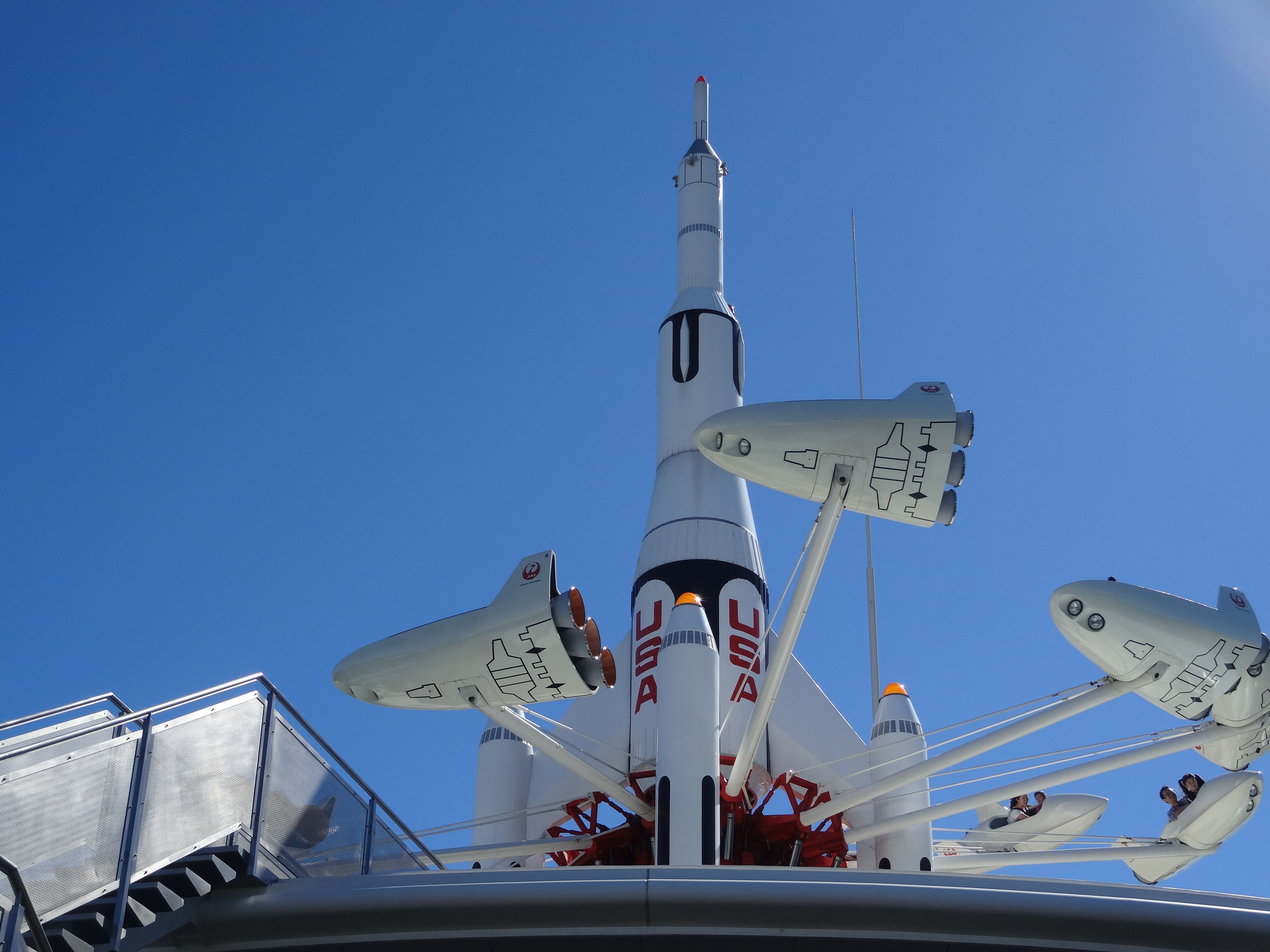
De Star Jets in Tokyo Disneyland

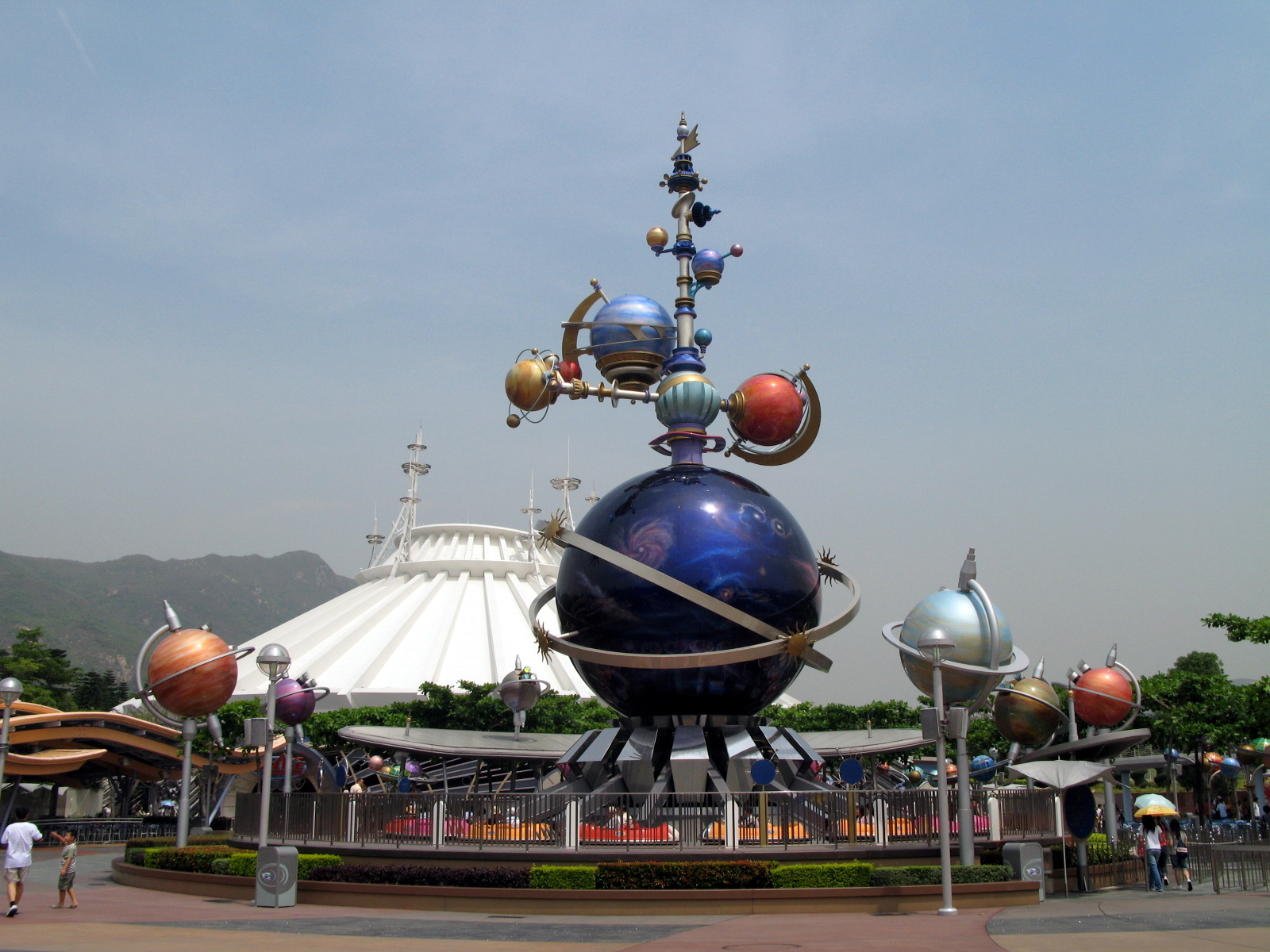
De Orbitron in Hong Kong Disneyland

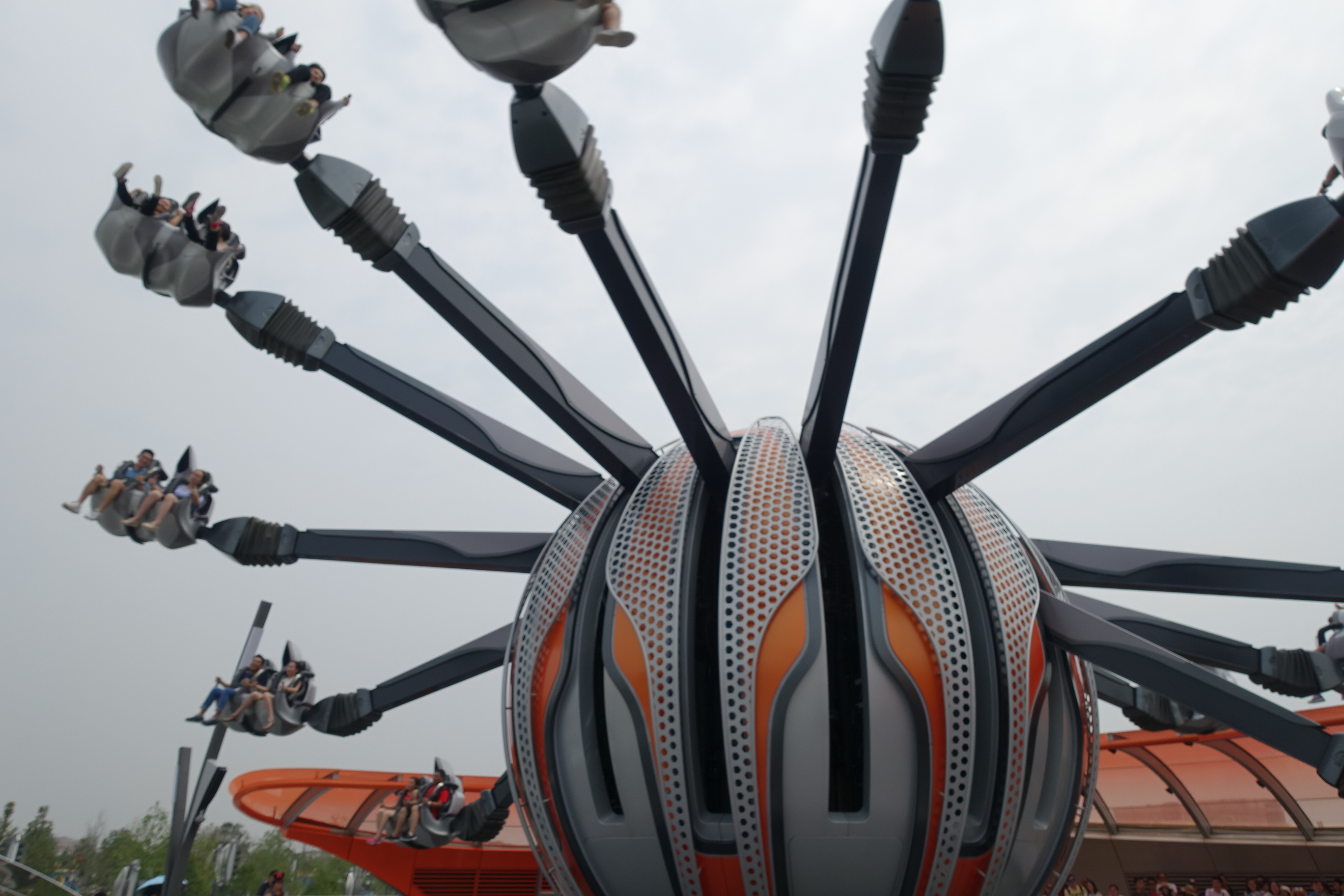
De Jet Packs in Shanghai Disneyland

Tomorrowland-caroussels zijn enkele gelijksoortige attracties in de attractieparken Disneyland Park in Anaheim en Magic Kingdom (in beide parken onder de naam Astro Orbiter), Disneyland Park in Parijs en Hong Kong Disneyland (onder de naam Orbitron) en in Shanghai Disneyland (onder de naam Jet Packs). Het concept van deze gelijksoortige attracties berust op een draaimolen met armen in een ruimtevaartthema.
Van 1984 tot en met 2017 was de attractie ook in Tokyo Disneyland te vinden onder de naam Star Jets.

## Geschiedenis

### Disneyland Park in Anaheim
De eerste variant van de Tomorrowland-caroussels werd geopend in het Disneyland Park in Anaheim in 1956, een jaar later na opening van het park. Na opening van het park in 1955 bleek dat het park snel uitbreidingen en verbeteringen nodig had om het succes aan te kunnen. Omdat er geen geld was om zelf nieuwe attracties te kunnen ontwikkelen, werd er een standaard attractie ingekocht van de Firma Klaus uit Duitsland: een draaimolen met armen met aan het eind van deze armen ruimteschipvoertuigen. Elk van deze voertuigen kreeg een van de volgende 12 namen: Canopus, Vega, Sirius, Castor, Regulus, Capella, Arcturus, Rigel, Spica, Procyon, Altair en Antares. De attractie werd uiteindelijk geopend op 2 april 1956 onder de naam "Astro Jets."
Met United Airlines als nieuwe sponsor van het park in 1964, verzocht deze partij om de naam van de Astro Jets te veranderen, omdat deze naam gratis reclame zou zijn voor hun concurrent American Airlines. De attractienaam werd daarom in dat jaar veranderd naar de naam "Tomorrowland Jets." De attractie bleef zo tot september 1966 geopend, om vervolgens te worden gesloopt en te worden vervangen voor een nieuwe variant als onderdeel van vernieuwing van Tomorrowland van 1967. In juli 1967 opende deze nieuwe variant onder de naam "Rocket Jets." Deze attractie werd boven op het station geplaatst van de nieuwe attractie PeopleMover en was bereikbaar met een lift vanaf de begane grond. Dit verhoogd plaatsen van de Tomorrowland-caroussel zou later het voorbeeld vormen voor zowel het Magic Kingdom als Tokyo Disneyland, alhoewel in Tokyo Disneyland geen PeopleMover-station is, maar de attractie gewoonweg op een verhoogd platform werd gebouwd.
In 1997 sloot ook deze variant van de Tomorrowland-caroussel, om met de verbouwing van Tomorrowland van 1998 te worden vervangen door een kopie van het ontwerp voor het Disneyland Park in Parijs. Het plan was om deze nieuwe variant op dezelfde locatie terug te plaatsen, maar de nieuwe attractie bleek te zwaar voor de bestaande constructie. De nieuwe attractie werd daarom voor de ingang van Tomorrowland geplaatst, terug op de begane grond. Op de oude locatie kwam een bewegend, decoratief element te staan: het Observatron. Uiteindelijk werd de nieuwe variant van de attractie op 22 mei 1998 geopend onder de naam "Astro Orbitor."

### Magic Kingdom
In het Magic Kingdom werd 3 jaar na opening van het park een Tomorrowland-caroussel toegevoegd, samen met de toevoeging van Space Mountain, de Carousel of Progress en de WEDWay PeopleMover. De Tomorrowland-caroussel werd naar voorbeeld van Anaheim boven op het station van de WEDWay People Mover gebouwd. De attractie was vrijwel gelijk aan de Rocket Jets uit het Disneyland Park in Anaheim, op enkele aanpassingen aan de raketvoertuigen na. De attractie opende op 28 november 1974 onder de naam "Star Jets."
In 1994 werden de Star Jets gesloten om tijdens de verbouwing van Tomorrowland van 1994 te worden vervangen door een nieuwe variant. Ook deze variant werd boven op het station van de WEDWay People Mover geplaatst. In vergelijking met de Star Jets kreeg deze variant van de attractie een gestileerde ruimteconstructie op het middenstuk van de attractieconstructie. Daarnaast werd de attractie omgeven met een stalen constructie waarin planeten en kometen zijn verwerkt. Uiteindelijk ging deze versie van de attractie open op 30 april 1994.

### Tokyo Disneyland, Disneyland Park in Parijs, Hong Kong Disneyland en Shanghai Disneyland
Voor zowel Tokyo Disneyland, het Disneyland Park in Parijs, Hong Kong Disneyland en Shanghai Disneyland maakte een Tomorrowland-caroussel deel uit van het openingsaanbod van de parken. In Tokyo Disneyland was dit dezelfde versie als die in 1974 in het Magic Kingdom werd geopend. Voor het Disneyland Park in Parijs werd een nieuwe versie ontworpen, waarvan een kopie uiteindelijk in Anaheim is geplaatst als de "Astro Orbitor." Ook voor Hong Kong Disneyland en Shanghai Disneyland zijn speciale ontwerpen gemaakt.
Op 10 oktober 2017 werden de Star Jets in Tokyo Disneyland voorgoed gesloten om plaats te maken voor een nieuw themagebied rondom de film Belle en het Beest.